# Dauerwahlkampf
Der Begriff Dauerwahlkampf bezeichnet im Föderalismus in Deutschland die Situation, dass regelmäßige Wahlen auf Kommunal-, Landes- oder Bundesebene stattfinden.
So wird angenommen, dass der Dauerwahlkampf zusammen mit anderen Faktoren zu einer Lähmung der politischen Reformbereitschaft führen kann. Der "Mut zu Reformen" auf Bundesebene wird durch die Furcht vor einer Abwahl in einem Bundesland genommen. Statt Sachpolitik würde Wahlkampf betrieben, die Haushaltskonsolidierung könne durch einen Dauerwahlkampf erheblich gebremst werden.
Daraus folgernd, „werden Reformen am ehesten mit großer Entfernung zum nächsten Wahltermin vorgenommen.“
Die Föderalismuskommission startete mit dem Ziel, den Dauerwahlkampf durch Um- bzw. Neuverteilung der Gesetzgebungskompetenzen und somit weniger Blockademöglichkeiten einzudämmen.
Andere Vorschläge betreffen die Verlängerung von Legislaturperioden und die Verringerung der Anzahl von Bundesländern, etwa durch Bildung eines Nordstaates. Auf diese Weise soll die Sachpolitik wieder in den Vordergrund rücken.
Ebenso wird diskutiert, die Landtagswahlen aller Bundesländer auf einen gemeinsamen Termin zusammenzulegen. Problem dabei wären die unterschiedlich langen Legislaturperioden in den einzelnen Landesparlamenten. 